# Alexis Norambuena
Alexis Patricio Norambuena Ruz (en árabe: ألكسيس نورامبوينا‎) (Valdivia, Chile, 31 de marzo de 1984) es un futbolista chileno nacionalizado palestino. Jugaba de defensa y su último equipo fue Deportes Colina en la Segunda División de Chile.

## Trayectoria
Debutó en Unión Española contra Colo-Colo, el 2 de agosto de 2003. Por el club hispano jugó 122 partidos en primera división, incluyendo 19 encuentros por el Torneo Apertura 2005 donde saldrían campeones. Además actuó en la Copa Libertadores 2006. A principios de 2008 recala en Ñublense, donde solo alcanza a jugar 6 partidos, antes de ser traspasado al Jagiellonia Białystok de Polonia. Debutó por el equipo polaco el 29 de marzo de 2008 contra el GKS Bełchatów. Jugó 2 encuentros en la tercera ronda previa de la UEFA Europa League 2010-11 contra el Aris Salónica. En el equipo polaco Alexis sería ídolo y figura, ganándose a  la afición a base de títulos y buenos partidos.

## Clubes
| Club                     | País      | Año       | Part. | Goles |
| ------------------------ | --------- | --------- | ----- | ----- |
| Unión Española           | Chile     | 2003-2007 | 122   | 1     |
| Ñublense                 | Chile     | 2008      | 6     | 0     |
| Jagiellonia Białystok    | Polonia   | 2008-2013 | 168   | 4     |
| Jagiellonia Białystok II | Polonia   | 2013-2014 | 1     | 0     |
| GKS Bełchatów            | Polonia   | 2013-2015 | 19    | 0     |
| GKS Bełchatów II         | Polonia   | 2013-2014 | 1     | 0     |
| Deportes La Serena       | Chile     | 2015-2016 | 12    | 0     |
| Shabab Al-Khaleel        | Palestina | 2016-2017 | 0     | 0     |
| Deportes Melipilla       | Chile     | 2017-2018 | 37    | 0     |
| Deportes Colina          | Chile     | 2019      | 10    | 0     |

## Palmarés

### Campeonatos nacionales
| Título           | Club                  | País    | Año     |
| ---------------- | --------------------- | ------- | ------- |
| Primera División | Unión Española        | Chile   | 2005-A  |
| Copa de Polonia  | Jagiellonia Białystok | Polonia | 2009-10 |
| Supercopa polaca | Jagiellonia Białystok | Polonia | 2010    |
| I Liga           | GKS Bełchatów         | Polonia | 2013-14 |